# Komi-permják nyelv
A komi-permják nyelv az uráli nyelvcsalád finnugor ágába, a permi nyelvekhez tartozik.

## Lakhelyük
A komi-permjákok élőhelye nagyrészt a Komi-Permják Autonóm Körzet, a Komi Köztársaság határolja északról. Területe nagyjából 33 000 km², 160 000 embernek ad lakóhelyet a terület. Fővárosa Kudümkar (34 000 lakos). Meglepő tény, hogy a komi-permjákok – a legtöbb uráli nép ellenére – az autonóm körzetben a többséget képviselik, azaz a körzet 59%-a komi-permják. Közigazgatásilag a körzet a Permi Területhez tartozik.

## Nyelvük
A komi-permják a "komi-zürjén", vagyis a tényleges komi egyik nyelvjáráscsoportjának tekinthető, bár annyira eltérő maga a nyelvjárás, hogy akár külön nyelvként kezelhető. Meg kell említenünk azt is, hogy sajnos ebben a nyelvben erősen érvényesül az orosz hatás. Olyan szintű az eloroszosodás, hogy sokszor orosz szavakhoz toldanak hozzá komi ragokat. A nyelv maga az uráli nyelvcsalád finnugor ágába, azon belül a permi nyelvekhez tartozik. A hozzá legközelebb álló nyelv a komi és az udmurt. A nyelv egyébként bizonyos mértékben átmenetet képez az udmurtok felé, ezalatt azt értem, hogy jobban hasonlít rá, mint a komi-zürjén az udmurtra.

## Nyelvük írásbelisége
Érdekes tény, hogy a magyar után a komi rendelkezik a legrégebbi írásbeliséggel és nyelvemlékekkel. A XIV. században Permi Szent István megalkotta a komi írásbeliséget. Kezdetben saját komi betűket avagy az abur írást használták. Egyébként az idő folyamán nyolcféle ábécéje volt a komi nyelvnek. Az 1920-as időkben kétféle ábécé volt használatban: egy latin és egy cirill. Mára a legtöbb komi szeretne visszatérni a latin betűs írásra, mert a cirill betűs ábécé igaz, visszaadja a beszédhangokat, de rettenetesen bonyolult és szabálytalan.

## Nyelvtani sajátosságok
Mint tudjuk, a finnugor nyelvek agglutinálóak, vagyis a szóvégekhez toldják hozzá a ragot jelet és a képzőt. Emellett jellemző a névutók és birtokos személyjelek használata.
Bizonyos nyelvtani jelenségek csakis a permi nyelvekben és a magyarban lelhetőek föl. Ezek legfőképp a hangtanban jelennek meg. Csak a magyar és a permi nyelvekben léteznek zöngés zár és réshangok (b, d, g, z, zs), A többi finnugor nyelvben max. kiejtési változatok fordulnak elő. Emellett az alaktanban is láthatunk egyezéseket (pl.: a főnévi igenév képzője, sorszámnévképző). A hangrendszer hét magánhangzóból (a, e, i, o, u, ö, ü). Számottevő a jésített magánhangzók jelenléte is. Ezenkívül jellemző még rá a két hangból álló szavak használata (pl.: ki - kéz).